# Platysenta furtiva
Platysenta furtiva är en fjärilsart som beskrevs av Achille Guenée 1852. Platysenta furtiva ingår i släktet Platysenta och familjen nattflyn. Inga underarter finns listade i Catalogue of Life.